# Natnael Tesfatsion
Natnael Tesfatsion Ocbit (23 mei 1999) is een Eritrees wielrenner die anno 2025 voor Movistar Team uitkomt.

## Carrière
In februari 2019 won Tesfatsion de eerste etappe, een ploegentijdrit in de Ronde van de Belofte. In 2020 won hij de tweede etappe van La Tropicale Amissa Bongo. Hij nam na deze zege de leiding in het algemeen klassement over van Attilio Viviani. De leiding wist hij in handen te houden tot de slotetappe waarin hij de leiding verloor aan Jordan Levasseur, wel wist Tesfatsion het jongerenklassement te winnen.

## Overwinningen
2019
1e etappe (ploegentijdrit) Ronde van de Belofte
 Puntenklassement Ronde van de Belofte
2020
2e etappe La Tropicale Amissa Bongo
 Jongerenklassement La Tropicale Amissa Bongo
4e etappe Ronde van Rwanda*
  Eind- en jongerenklassement Ronde van Rwanda
2022
  Eind- en jongerenklassement Ronde van Rwanda
2e etappe Adriatica Ionica Race
 Bergklassement Adriatica Ionica Race
2024
 Eritrees kampioen op de weg, Elite
* Als lid van Eritrees landenteam

### Resultaten in voornaamste wedstrijden
| Jaar | Ronde van Italië | Ronde van Frankrijk | Ronde van Spanje |
| ---- | ---------------- | ------------------- | ---------------- |
| 2021 | 92e              |                     |                  |
| 2022 | opgave           |                     |                  |
| 2023 | opgave           |                     |                  |
| 2024 |                  |                     |                  |
| 2025 |                  |                     |                  |

| Jaar | Amstel Gold Race | Ronde van Lombardije | Strade Bianche | Cadel Evans Great Ocean Road Race |  | WK op de weg |
| ---- | ---------------- | -------------------- | -------------- | --------------------------------- |  | ------------ |
| 2021 |                  |                      |                |                                   |  |              |
| 2022 |                  | opgave               |                |                                   |  | opgave       |
| 2023 |                  | 84e                  |                | 13e                               |  |              |
| 2024 |                  |                      |                | ↑                                 |  | 53e          |
| 2025 | opgave           |                      | opgave         | 19e                               |  |              |

Tesfatsion verliet de Ronde van Italië in 2023 na een positieve test op COVID-19.

#### Resultaten in kleinere rondes
| Jaar | Tour Down Under | Ronde van de VAE | Ronde van het Baskenland | Critérium du Dauphiné | Tirreno-Adriatico | Ronde van Guangxi |
| ---- | --------------- | ---------------- | ------------------------ | --------------------- | ----------------- | ----------------- |
| 2021 |                 |                  |                          |                       | 48e               |                   |
| 2022 |                 |                  |                          |                       | 37e               |                   |
| 2023 | 14e             |                  | opgave                   | opgave                |                   |                   |
| 2024 | 50e             | 21e              | opgave                   |                       |                   | 27e               |
| 2025 | 33e             |                  |                          |                       | 99e               |                   |

## Ploegen
- 2019 –  Dimension Data for Qhubeka Continental Team
- 2020 –  NTT Continental Cycling Team
- 2021 –  Androni Giocattoli-Sidermec
- 2022 –  Drone Hopper-Androni Giocattoli
- 2023 –  Trek-Segafredo
- 2024 –  Lidl-Trek
- 2025 –  Movistar Team

Alba · Bais · Benedetti · Bisolti · Cepeda (tot 31/7) · Chirico · Grosu · Holther · Marchiori · Marengo · Merchan · Muñoz · Piccolo (vanaf 24/6 tot 31/7) · Ponomar · Ravanelli · Restrepo · Rojas · Sepúlveda · Tagliani · Tesfatsion · Umba · Vigo · Zardini · Zurita
Aberasturi · Baroncini · Bernard · Brustenga · Cataldo · Ciccone · Elissonde · Gallopin · Gebreigzabhier · Hellemose · Hoelgaard · Hoole · Kirsch · Liepiņš · López · Mollema · Mosca · Nys · Mad.Pedersen · Simmons · Skjelmose · Skujiņš · Stuyven · Tesfatsion · Theuns · Tiberi (tot 28/4) · Tolhoek · Vacek · Vergaerde · Aebersold (stagiair) · Mar.Pedersen (stagiair) · Teutenberg (stagiair)
Bagioli · Bernard · Cataldo · Ciccone · Consonni · Declercq · Felline · Geoghegan Hart · Ghebreigzabhier · Gibbons · Hoole · Kirsch · Konrad · López · Milan · Mollema · Mosca · Nys · Oomen · Pedersen · Simmons · Skjelmose · Skujiņš · Stuyven · Tesfatsion · Theuns · Vacek · Vergaerde · Verona · Ronhaar (stagiair)